# Phillip Adams
Phillip Adams (Rock Hill, 20 luglio 1988 – Rock Hill, 8 aprile 2021) è stato un giocatore di football americano statunitense che ha militato nel ruolo di cornerback nella National Football League. Fu scelto nel corso del settimo giro (224º assoluto) del Draft NFL 2010 dai San Francisco 49ers. Al college giocò a football all'Università statale del Sud Carolina.
Adams è morto suicida negli USA nel 2021 con un'arma calibro 45, dopo aver ucciso cinque persone con la stessa arma, tra cui due bambini e un medico che lo aveva curato.

## Carriera professionistica

### San Francisco 49ers
Adams fu scelto nel corso del settimo giro del Draft 2010 dai San Francisco 49ers. Il 17 maggio firmò un contratto di 4 anni per un totale di 1.848.000 dollari. Debuttò nella NFL il 12 settembre contro i Seattle Seahawks. Il 3 settembre 2011 venne svincolato prima dell'inizio della stagione regolare.

### New England Patriots
Il 21 settembre firmò come free agent con i New England Patriots. L'8 ottobre venne svincolato ma il 13 firmò nuovamente. Il giorno dopo venne svincolato, ma il 18 dello stesso mese trovò un nuovo accordo. Il 21 novembre contro i Kansas City Chiefs fece registrare il suo primo intercetto in carriera. Dopo 8 giorni venne svincolato definitivamente.

### Seattle Seahawks
Il 20 dicembre 2011, Adams firmò coi Seahawks, con cui riuscì a disputare una partita prima del termine della stagione regolare. Il 31 agosto 2012 venne svincolato.

### Oakland Raiders
Il 1º settembre 2012 firmò come free agent con gli Oakland Raiders. Il 2 dicembre contro i Cleveland Browns mise a segno il suo primo intercetto stagionale ai danni di Brandon Weeden. Quattro giorni dopo contro i Denver Broncos fece registrare un altro intercetto ai danni di Peyton Manning in endzone. Il 28 dicembre venne messo sulla lista infortuni a causa di una contusione al bacino, saltando l'ultima partita della stagione regolare.
Il 12 marzo 2013 dopo esser diventato free agent firmò un nuovo contratto annuale del valore di 630.000 dollari. Nella settimana 11 contro gli Houston Texans recuperò il suo primo fumble stagionale sulle 39 yard avversarie ritornandolo per 26 yard. La sua annata terminò disputando per la prima volta tutte le 16 partite, due delle quali come titolare, con un primato personale di 30 tackle.

### Ritorno ai Seahawks
Il 27 marzo 2014, Adams firmò per fare ritorno ai Seahawks, salvo essere svincolato il 30 agosto, prima dell'inizio della stagione regolare.

### New York Jets
Il 1º settembre 2014, Adams firmò con i New York Jets per una stagione.

### Atlanta Falcons
Il 12 marzo 2015, Adams firmò un contratto annuale del valore di 745.000 dollari con gli Atlanta Falcons.

## Statistiche
| Partite totali      | 65  |
| Partite da titolare | 8   |
| Tackle              | 90  |
| Sack                | 0,0 |
| Intercetti          | 4   |

Statistiche aggiornate alla stagione 2014

## La strage e il suicidio
L'8 aprile 2021 Adams era all'interno dell'abitazione del suo medico a Rock Hill e ha sparato a 5 persone, fra cui 2 bambini e 3 persone adulte, compreso il medico, uccidendole e ferito una sesta, per poi suicidarsi. Le cause di questo gesto sono ignote.